# Sedan
Sedan [sədɑ̃] ist eine französische Stadt mit 16.727 Einwohnern (Stand 1. Januar 2022) im Département Ardennes der Region Grand Est. Bei Sedan fanden 1870 und 1940 Schlachten in Kriegen zwischen Deutschland und Frankreich statt.

## Geografie

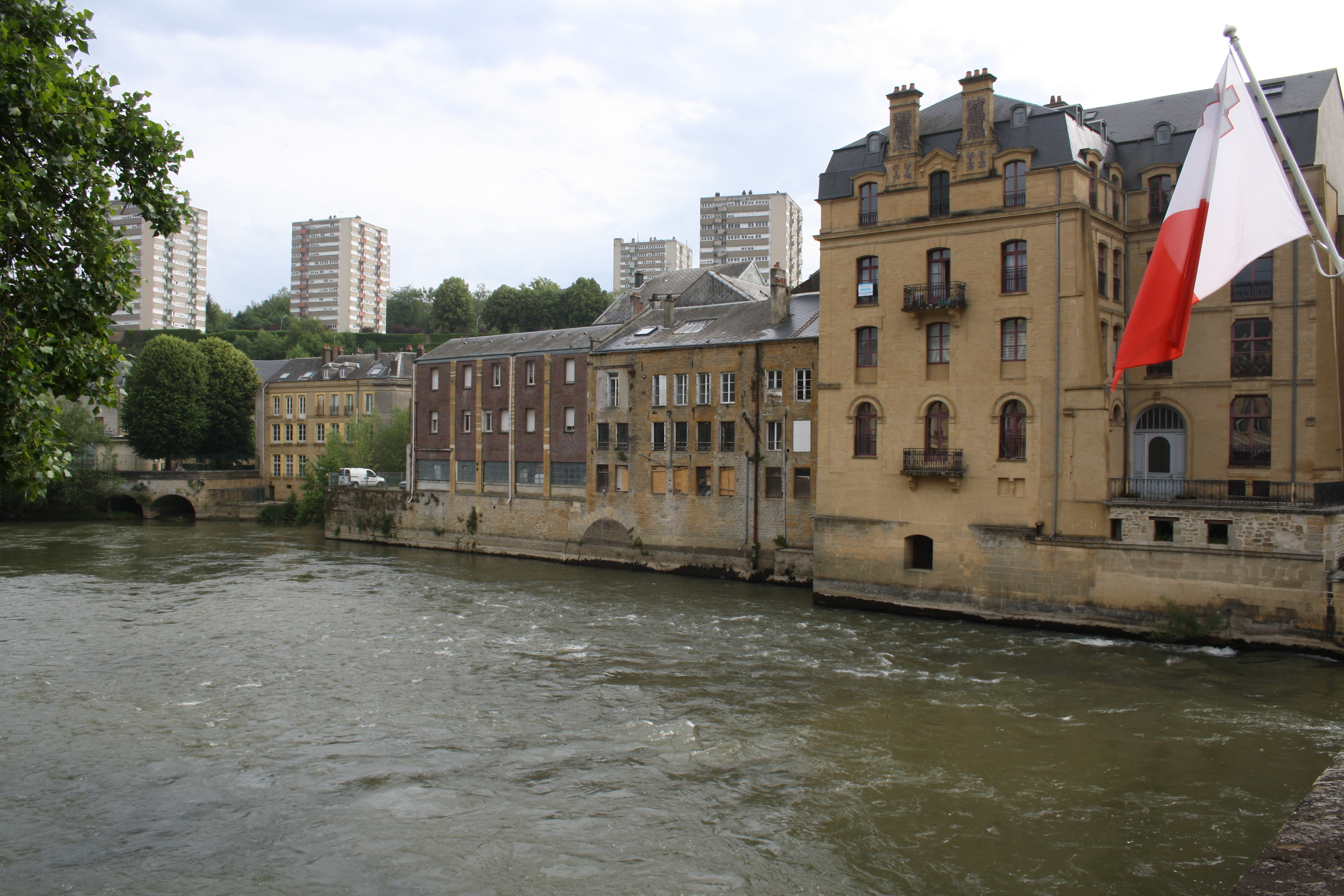
Die Maas am Pont de Meuse

Die Stadt liegt in der Nähe der belgischen Grenze am Ufer der Maas (französisch: Meuse) sowie am parallel verlaufenden Schifffahrtskanal Canal de la Meuse (Maas-Kanal, früher: Canal de l’Est, branche Nord). 

## Geschichte

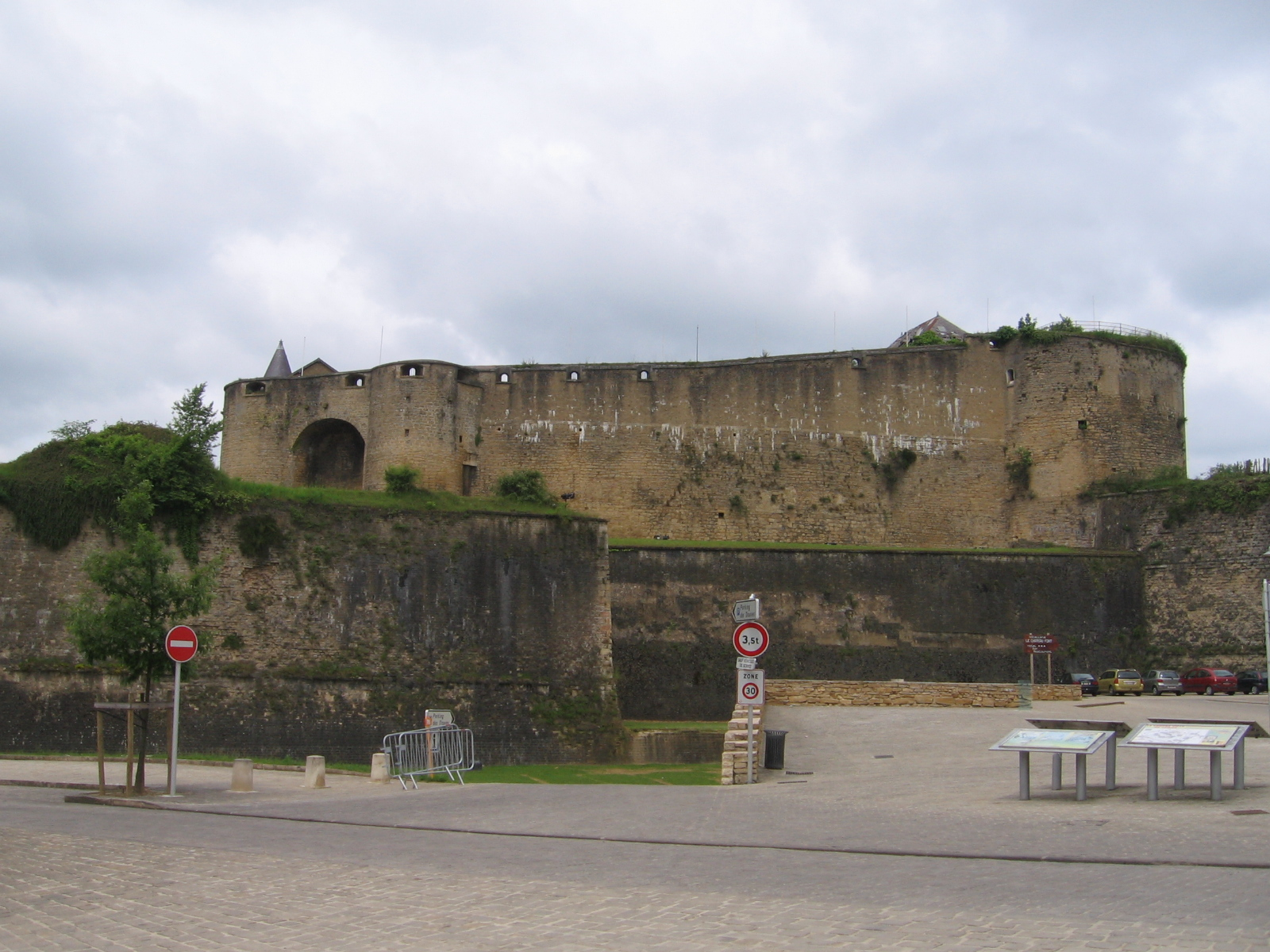
Burg

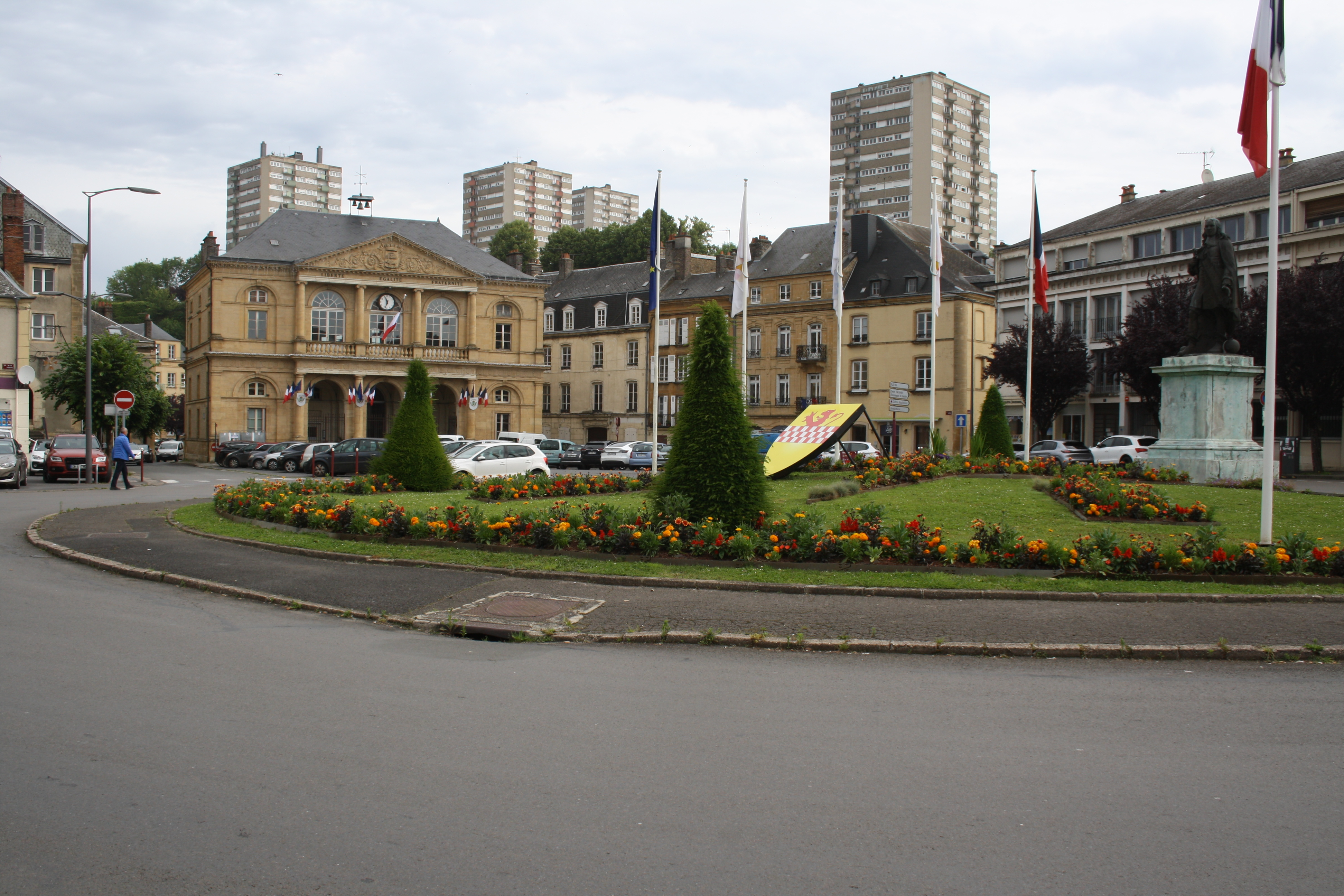
Die Place Turenne mit dem Hôtel de ville (Rathaus)

Die erste sichere urkundliche Erwähnung Sedans geht auf das Jahr 997 zurück, als Kaiser Otto III.  dem nahegelegenen Kloster in Mouzon Besitz „in villa Sedensi“ bestätigt (Regesta Imperii II,3,1221). Ab 1424 konnte sich das mittelalterliche Dorf mit der Anlage eines befestigten Schlosses (chateau fort) durch Evrard III. Seigneur de la Marck zur Stadt entwickeln, wie der französischen Geschichtsschreibung zu entnehmen ist (Conger, Lecaillon, Rousseau). Von der zweiten Hälfte des 16. bis zur ersten Hälfte des 17. Jahrhunderts war Sedan sogar die Hauptstadt eines selbständigen Fürstentums Sedan, das von reformierten Fürsten regiert wurde. Es bot protestantischen Flüchtlingen der Hugenottenkriege Asyl. Nach der Schlacht von La Marfée musste der Herzog sein Territorium im September 1642 an Frankreich abtreten. Die 1579 als Höhere Schule gegründete Akademie Sedan bestand bis 1681.
Während der Schlacht bei Sedan im Deutsch-Französischen Krieg wurde der französische Kaiser Napoléon III. am 2. September 1870 mit 100.000 seiner Soldaten bei Sedan gefangen genommen; im anschließend gegründeten Deutschen Kaiserreich (bis 1918) wurde dieses Ereignis als Sedantag gefeiert.
Am 13. November 1917 paradierte die 13. Infanterie-Division über den Platz „d’Alsace-Lorraine“ vor dem Kronprinzen.
Im Zweiten Weltkrieg umging die deutsche Armee im Westfeldzug die französische Maginot-Linie durch einen Vorstoß über die belgischen Ardennen. Dieser kam bei Sedan kurz zum Stillstand – französische Truppen hatten direkt nach ihrem Rückzug die Brücken über die Maas gesprengt. Die Schlacht bei Sedan  begann am 13. Mai 1940 mit gezielten, dauerhaften Bombardierungen aus der Luft, die kurz vor dem Angriff der Bodentruppen am Nachmittag ihren Höhepunkt erreichten. Am Morgen des 14. Mai setzten die ersten deutschen Panzer über eine Pontonbrücke über. Dies trug entscheidend zur französischen Niederlage vom Juni 1940 bei. Der Waffenstillstand von Compiègne, geschlossen am 22. Juni 1940 und de facto eine Kapitulationserklärung, beendete den Westfeldzug.

### Bevölkerungsentwicklung
| Jahr                       | 1962   | 1968   | 1975   | 1982   | 1990   | 1999   | 2006   | 2016   |
| Einwohner                  | 20.336 | 23.037 | 23.995 | 23.477 | 21.667 | 20.548 | 19.934 | 16.846 |
| Quellen: Cassini und INSEE |        |        |        |        |        |        |        |        |

## Sehenswürdigkeiten
- Burg Sedan
- Synagoge, erbaut 1878 (Monument historique)

## Verkehr

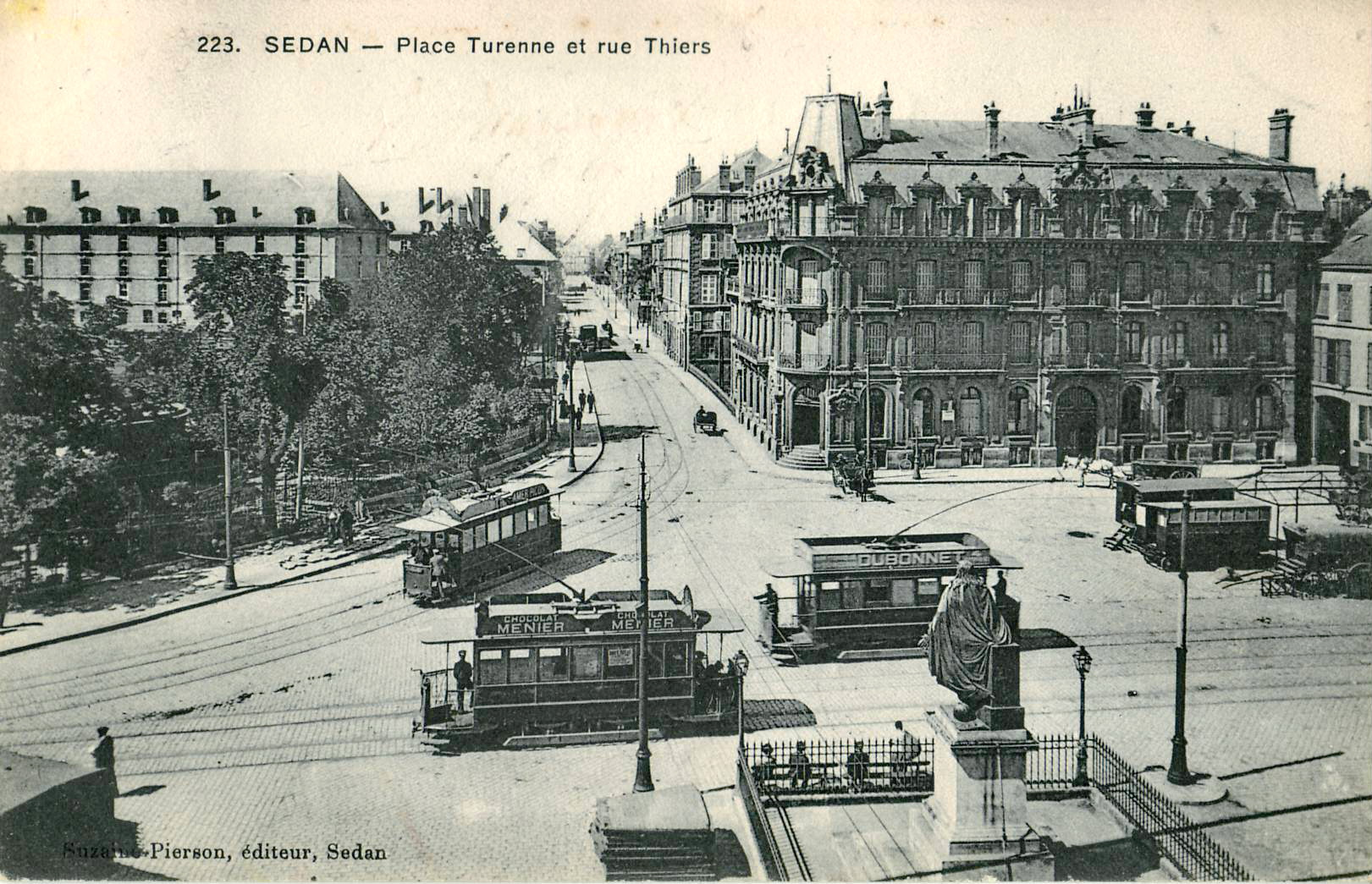
Straßenbahntriebwagen auf der Place Turenne (vor 1910)

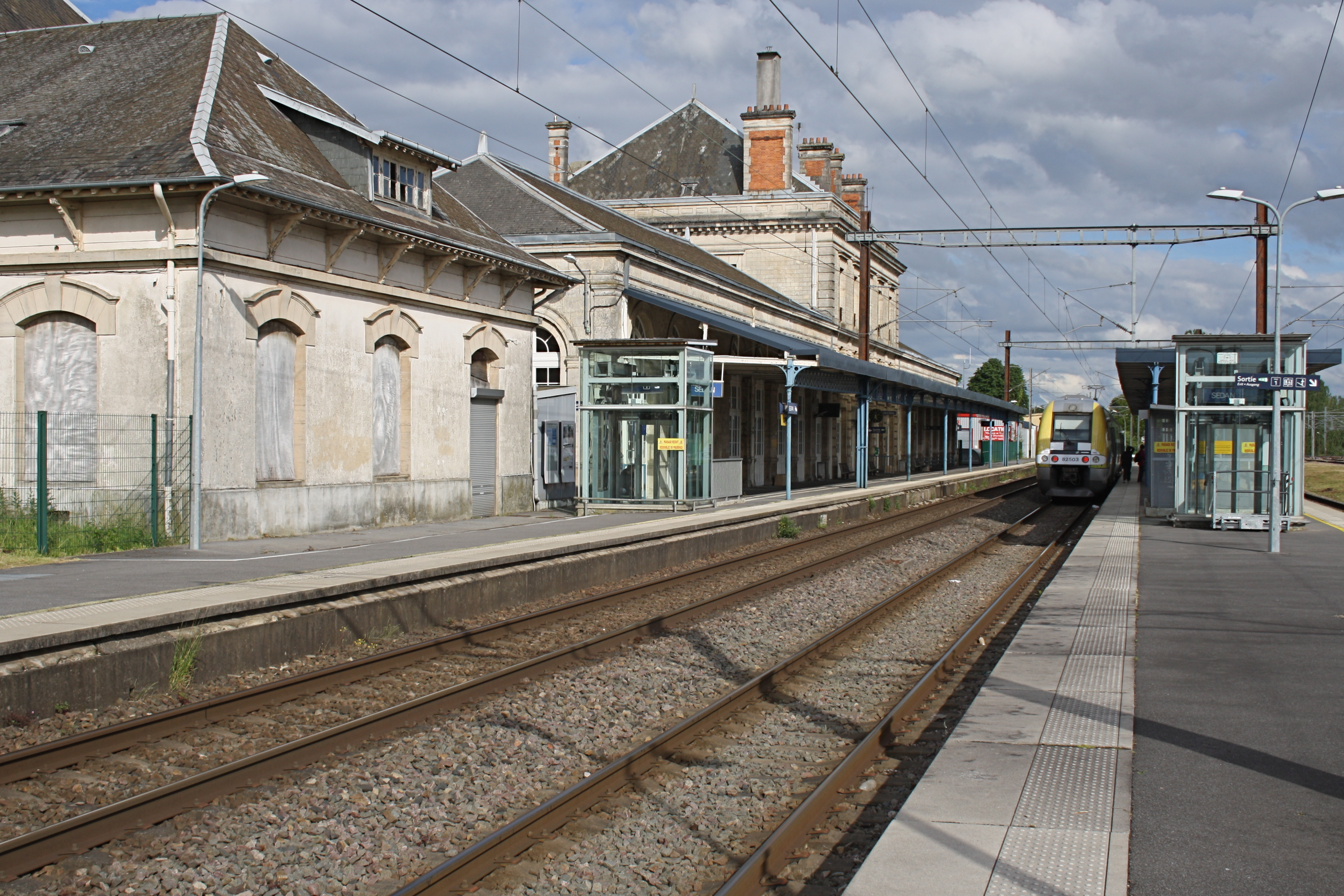
Bahnhof

Seit 1859 hat Sedan einen Bahnhof an der Bahnstrecke Mohon–Thionville, auf der früher durchgehende Expresszüge von Luxembourg nach Reims verkehrten. Das neobarocke Empfangsgebäude wurde modernisiert und die Zugverbindungen nachfrageorientiert völlig neu ausgerichtet. Zweimal täglich ist Sedan mit direkten TGV-Hochgeschwindigkeitszügen an den Bahnhof Paris-Est angebunden und stündlich verkehren Regionalzüge des TER Grand Est mit Umsteigen in Reims und Laon ebenfalls in Richtung Paris. Zusätzliche Verbindungen nach Paris entstehen durch die TER zum Bahnhof Champagne-Ardenne TGV. Stark ausgedünnt wurden die Verbindungen nach Longwy, dorthin fahren täglich nur drei bis vier TER-Züge; nach Luxembourg muss in Longwy umgestiegen werden.
1901 nahm die Compagnie générale de traction eine – von Anfang an elektrisch verkehrende – Straßenbahn in Betrieb, die 1904 von der Compagnie des tramways électriques de Sedan übernommen wurde. Von der Place Turenne aus erschlossen fünf Linien auf einem 11 Kilometer langen, meterspurigen Netz die Stadt. Elf zweiachsige Trieb- und drei Beiwagen kamen zum Einsatz. Im Ersten Weltkrieg endete 1914 der öffentliche Verkehr; die Straßenbahn wurde von den deutschen Besatzern genutzt, die 1917 zur Beschaffung von Stahl für die Rüstungsindustrie die Gleise und Masten teilweise abbauten. Nach dem Kriegsende ging die Bahn nicht wieder in Betrieb.

## Persönlichkeiten
- Erard de La Marck (1472–1538), Fürstbischof von Lüttich und Erzbischof von Valencia
- Robert III. de La Marck (1492/93–1536), Marschall von Frankreich
- Robert IV. de La Marck (1512–1556), Herzog von Bouillon, Herr von Sedan
- Charles Robert de La Marck (1541–1622), Graf von Maulévrier und Braine
- Guillaume Robert de La Marck (1563–1588), souveräner Herzog von Bouillon und Fürst von Sedan
- Charlotte de La Marck (1574–1594), regierende Fürstin von Sedan und Herzogin von Bouillon, zudem Gräfin von Braine und Albon, Baronne Jametz und Dame de Raucourt
- Jean Jannon (1580–1658), schweizerisch-französischer Buchdrucker und Schriftentwerfer
- Frédéric-Maurice de La Tour d’Auvergne, duc de Bouillon (1605–1652), General
- Nicolas Lefèvre (1610–1669), Chemiker
- Henri de La Tour d’Auvergne, vicomte de Turenne (1611–1675), Heerführer und Marschall von Frankreich
- Elisabeth Marie Charlotte von Pfalz-Simmern (1638–1664), Pfalzgräfin von Simmern und Herzogin von Brieg
- Ludwig Heinrich Moritz von Pfalz-Simmern (1640–1674), Pfalzgraf und Herzog von Simmern-Kaiserslautern
- John von Collas (1678–1753), preußischer Gelehrter und Baumeister
- Jacques Michal (1680–1750), französisch-deutscher Kartograph
- François Ignace Ervoil d’Oyré (1739–1799), General der Koalitionskriege
- Jacques MacDonald (1765–1840), Herzog von Tarent, französischer General, Marschall von Frankreich
- Charles Baudin (1784–1854), Admiral
- François Clément Sauvage (1814–1872), Ingenieur und Geologe
- Agar, bürgerlich Marie Léonide Charvin (1832–1891), Bühnenschauspielerin
- Henri-Louis Dupray (1841–1909), Maler
- Mary Paillon (1848–1946), Bergsteigerin und Autorin
- Pierre Joseph Dubois (1852–1924), Général de division
- Gaston Darbour (1869–1941), Grafiker der Art Nouveau
- René Guyon (1876–1963), französisch-thailändischer Rechtsphilosoph und Rechtsanwalt
- Robert Debré (1882–1978), Kinderarzt
- Paul Bazelaire (1886–1958), Violoncellist
- Steve Passeur (1899–1966), Dramatiker
- René Lafuite (1901–1964), Filmproduzent
- Yves Congar (1904–1995), römisch-katholischer Theologe und Kardinal
- Frédérick Tristan (1931–2022), Schriftsteller
- Pierre Cartier (1932–2024), Mathematiker
- Maurice Gross (1934–2001), Linguist und Romanist
- Michel Fourniret (1942–2021), Serienmörder
- Christine Dacremont (* 1949), Automobilrennfahrerin
- Yannick Noah (* 1960), Profi-Tennisspieler und Popsänger
- Walter Ciofani (* 1962), Leichtathlet
- Emmanuel Magnien (* 1971), Radrennfahrer
- Élise Bussaglia (* 1985), Fußballspielerin
- Benjamin Lemaire (* 1985), Fotograf, Regisseur, Filmproduzent, Autor und Blogger
- Véronique Pierron (* 1989), Shorttrackerin

## Städtepartnerschaft
- Deutschland: Eisenach